# 손민범

## 클럽 경력
손민범은 2025 시즌부터 강릉시민축구단 소속으로 K3리그 무대에서 활약하고 있다. 신장 186cm의 체격과 빠른 발을 활용한 전방 침투 능력이 강점이다. 공격수로서 팀의 득점 기회를 창출하며 성장 가능성을 인정받고 있다.

## 플레이 스타일
타깃형 스트라이커와 공간 침투형 공격수의 장점을 겸비한 유형으로, 제공권 장악력과 순간적인 위치 선정이 돋보인다. 볼 키핑과 연계 플레이에도 능하며 팀의 전방 압박에도 기여한다.